# جائزة بريطانيا الكبرى للدراجات النارية

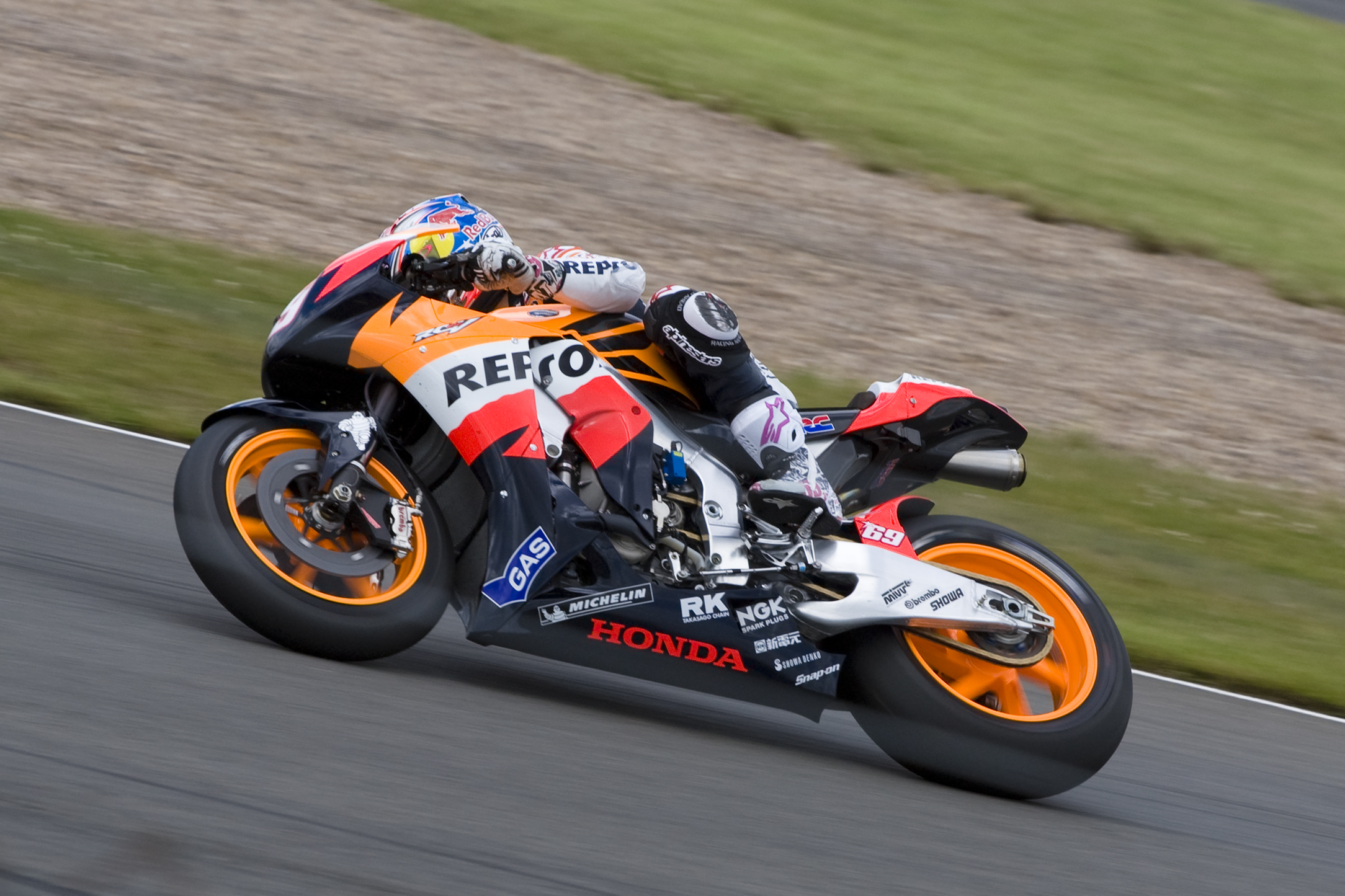

جائزة بريطانيا الكبرى للدراجات النارية هي حدث سباق للدراجات النارية ضمن سباق الجائزة الكبرى للدراجات النارية. انطلقت الجائزة في سنة 1977 ووقتها فاز الأمريكي بات هنن بفئة 500 سي سي. أقيمت السباقات في حلبة سلفرستون ودونينجتون بارك. يعتبر فالنتينو روسي هو المتسابق الأكثر فوزا بها، بينما هوندا هي الأكثر فوزا بين المصنعين.